# Glenea colobotheoides
Glenea colobotheoides là một loài bọ cánh cứng trong họ Cerambycidae.